# Unicodeblock Spezielles
Der Unicodeblock Spezielles (engl. Specials, U+FFF0 bis U+FFFD) enthält spezielle Kontroll- und Zusatzzeichen für das Unicodesystem, darunter Steuerzeichen für Anmerkungen.
Die bisher unbesetzten Codepoints U+FFF0 bis U+FFF8 sind für zukünftige Formatierzeichen reserviert.
Die Zeichen U+FFF9, U+FFFA und U+FFFB ermöglichen es, Anmerkungen in den Text einzufügen, die oft über dem annotierten Text dargestellt werden. Sie ermöglichen es etwa, Furigana-Zeichen als solche zu kennzeichnen. U+FFF9 leitet den mit einer Anmerkung zu versehenden Text ein, U+FFFA trennt diesen von der ihm folgenden Anmerkung und U+FFFB kennzeichnet das Ende der Anmerkung.
Die beiden letzten Codepoints U+FFFE und U+FFFF der Ebene 0 gehören nicht mehr zu diesem Block, denn sie sind als „Not a Character“ eingestuft, weil dort kein Unicodezeichen codiert werden kann. Diese Bytefolgen werden gemeinsam mit dem Zeichen U+FEFF (Byte Order Mark) genutzt, um die Byte-Reihenfolge in UTF-16 und UTF-32-codierten Texten zu erkennen.
| Unicodenummer  | Zeichen (400 %) | Kategorie        | Bidirektionale Klasse     | Offizielle Bezeichnung            | Beschreibung                           |
| -------------- | --------------- | ---------------- | ------------------------- | --------------------------------- | -------------------------------------- |
| U+FFF0 (65520) | ￰               | Formatierzeichen | anderes neutrales Zeichen | (reserved)                        | (reserviert)                           |
| U+FFF1 (65521) | ￱               | Formatierzeichen | anderes neutrales Zeichen | (reserved)                        | (reserviert)                           |
| U+FFF2 (65522) | ￲               | Formatierzeichen | anderes neutrales Zeichen | (reserved)                        | (reserviert)                           |
| U+FFF3 (65523) | ￳               | Formatierzeichen | anderes neutrales Zeichen | (reserved)                        | (reserviert)                           |
| U+FFF4 (65524) | ￴               | Formatierzeichen | anderes neutrales Zeichen | (reserved)                        | (reserviert)                           |
| U+FFF5 (65525) | ￵               | Formatierzeichen | anderes neutrales Zeichen | (reserved)                        | (reserviert)                           |
| U+FFF6 (65526) | ￶               | Formatierzeichen | anderes neutrales Zeichen | (reserved)                        | (reserviert)                           |
| U+FFF7 (65527) | ￷               | Formatierzeichen | anderes neutrales Zeichen | (reserved)                        | (reserviert)                           |
| U+FFF8 (65528) | ￸               | Formatierzeichen | anderes neutrales Zeichen | (reserved)                        | (reserviert)                           |
| U+FFF9 (65529) | ￹                | Formatierzeichen | anderes neutrales Zeichen | INTERLINEAR ANNOTATION ANCHOR     | Interlinearer Anmerkungsanker          |
| U+FFFA (65530) | ￺                | Formatierzeichen | anderes neutrales Zeichen | INTERLINEAR ANNOTATION SEPARATOR  | Interlinearer Anmerkungsteiler         |
| U+FFFB (65531) | ￻                | Formatierzeichen | anderes neutrales Zeichen | INTERLINEAR ANNOTATION TERMINATOR | Interlineares Anmerkungsschlusszeichen |
| U+FFFC (65532) | ￼               | anderes Symbol   | anderes neutrales Zeichen | OBJECT REPLACEMENT CHARACTER      | Objektersetzungszeichen                |
| U+FFFD (65533) | �               | anderes Symbol   | anderes neutrales Zeichen | REPLACEMENT CHARACTER             | Ersetzungszeichen                      |